# Пекам
Пекам (Peckham) је четврт на југу града Лондона. Позната је по томе што се у њој одвија радња серије Мућке (Only Fools and Horses).